# 黃似華
黃似華，本姓祝，字二甫，號鄰初，四川成都府内江县人。明朝政治人物、進士出身。

## 生平
万历十三年（1585年）乙酉科四川鄉試举人，十七年（1589年）己丑科進士，禮部觀政，八月授南直隶天长县知县。十九年八月調繁吴江县，二十二年升台州府同知，二十八年升福州府，三十二年考察調簡，三十四年調補河南汝宁府知府，万历三十八年升河南副使。

## 家族
曾祖黄万春。祖父黄宾。父黄克寿。